# Forever: Rich Thugs, Book One
Forever: Rich Thugs, Book One – siódmy studyjny album amerykańskiej grupy hip-hopowej Above the Law. Został wydany w roku 1999.

## Lista utworów
1. Rich Thugs (Intro)- 1:47
2. Black Mob- 4:36
3. Marvin- 4:11
4. Three Strikes- :33
5. Recycle The Black Dollar- 3:23
6. Respect- 4:20
7. Pawns- 4:02
8. Thug In Your Life- 5:14
9. Smoke- 4:14
10. Rich Thugs Movement (Interlude)- 2:34
11. A.T.L. True- 4:31
12. It Ain't Where You From- 4:00
13. The Money:32
14. Sax- 4:07
15. P.I.M.P:- 5:29